# Черемшанка (Братский район)
Черемшанка — посёлок в Братском районе Иркутской области России. Входит в состав Калтукского сельского поселения. Находится примерно в 50 км к югу от районного центра, города Братска, на высоте 484 метров над уровнем моря.

## Население
По данным Всероссийской переписи, в 2010 году численность населения посёлка составляла 3 человека (2 мужчины и 1 женщина).

## Улицы
Уличная сеть посёлка состоит из 4 улиц.